# Daria Skrypnik
Daria Skrypnik (biélorusse : Дарья Скрыпнік), née le 12 décembre 1987 à Brest, est une judokate biélorusse.

## Palmarès international en judo
| Championnats du monde | Championnats du monde | Championnats du monde |
| Année                 | Médaille              | Catégorie             |
| --------------------- | --------------------- | --------------------- |
| 2015                  | bronze                | –52 kg                |